# Andreas Ackevi
Andreas "Acke" Ackevi, född 4 mars 1985, är en svensk innebandyspelare, som till hösten 2009 spelade för Caperio/Täby FC, dit han kom från lokalkonkurrenten Järfälla. Ackevi blev till säsongsstarten 2008/09 utsedd till lagkapten i Järfälla, bara 23 år gammal. Hans moderklubb är Hässelby SK Innebandy
Han värvades som forward till Järfälla 2005 men slog igenom på allvar när han togs ner som back till säsongen 2008/2009. Ackevis genombrottssäsong slutade med fem mål och 33 assist, vilket gav honom en 10:e plats i poängligan. Han kom till och med på delad tredjeplats i assistligan tillsammans med Mikael Karlsson.